# Sun Hongyun
Sun Hongyun (chiń. 孙洪云; ur. 5 marca 1962) – chińska florecistka, brązowa medalistka mistrzostw świata.
Podczas mistrzostw świata w Lyonie w 1990 roku Chinki w składzie: Liang Jun, Sun Hongyun, Xiao Aihua i E Jie zdobyły brązowy medal w turnieju drużynowym. Była też między piętnasta w rywalizacji indywidualnej na mistrzostwach świata w Denver w 1989 roku.
Wystartowała na igrzyskach olimpijskich w Seulu w 1988 roku, zajmując siódme miejsce w rywalizacji indywidualnej oraz piąte w zawodach drużynowych. 
Ponadto zdobyła drużynowo złoty medal na igrzyskach azjatyckich w Pekinie (1990).